# Титов, Андрей Алексеевич (футболист)
Андрей Алексеевич Титов  (5 марта 1996 года, Ульяновск, Россия) — российский футболист, нападающий клуба «Ной».

## Биография
Воспитанник Академия имени Коноплева. Играл за молодежные команды московского «Спартака» и «Крыльев Советов». Во время пребывания в липецком «Металлурге» ездил на просмотр в итальянский «Кьево». Позднее форвард выступал в ФНЛ за «Химки» и «Акрон» и в ПФЛ за смоленский «Днепр».
Зимой 2021 года россиянин перешел в клуб армянской премьер-лиги «Ной». Дебютировал за новый коллектив Титов 19 февраля в матче против «Вана» (4:0). На 83-й минуте он вышел на замену вместо Владимира Азарова.

## Достижения
- Победитель второго дивизиона зоны «Урал-Приволжье» (1): 2019/2020.